# Velzeke-Ruddershove

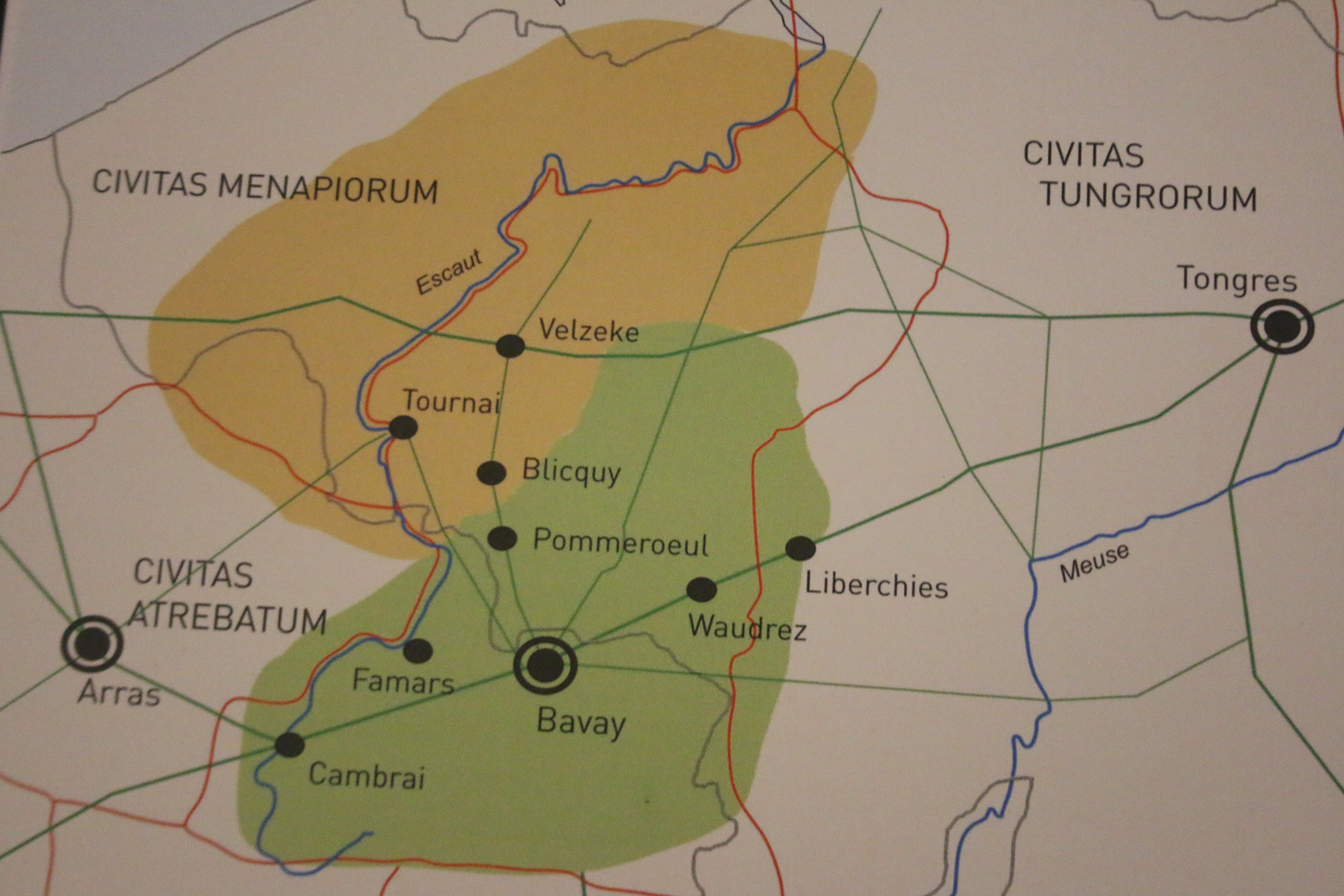
De Romeinse vicus Velzeke op een kruispunt van heirbanen

Velzeke-Ruddershove is een dorp  en een deelgemeente van de stad Zottegem in de Belgische provincie Oost-Vlaanderen, het was een zelfstandige gemeente tot aan de gemeentelijke herindeling van 1971.
Het landelijke dorp bestond aanvankelijk uit de twee gemeenten Velzeke en Ruddershove, die in 1824 verenigd werden tot Velzeke-Ruddershove. Het centrum en de kerk bevinden zich in Velzeke. Het dorp ligt in de Zwalmstreek (Vlaamse Ardennen) en is een van de 50 mooiste dorpen van Vlaanderen.

## Geschiedenis
Opgravingen wijzen op oude bewoning in de streek. Zo werden sporen van begraafplaatsen uit de Hallstatt-periode teruggevonden. Later zou hier een Romeins legerkamp worden gebouwd onder keizer Augustus, dat in de Gallo-Romeinse periode (eerste en tweede eeuw na Christus) uitgroeide tot een vicus. In de periferie van de vicus Velzeke (dorp, gehucht) heeft men bij preventieve opgravingen een baanpost gevonden die teruggaat tot de Flavische tijd (69-96) en de Romeinse villa Steenbeke. Dit toont aan dat de vicus ooit een belangrijk regionaal wegenknooppunt was op het kruispunt van de Heirbaan Boulogne-Asse-Tongeren en de heirbaan Velzeke-Bavay. Er werden verschillende sporen uit die (Gallo-)Romeinse tijd teruggevonden. Ook uit de Merovingische periode werd een begraafplaats aangetroffen. De geschiedkundige Marcus van Vaernewijck bezocht al in 1563 de Gallo-Romeinse overblijfselen in Velzeke. In 2025 werden bij archeologisch onderzoek verdere Romeinse sporen gevonden.
Een oude vermelding gaat terug tot 1015, als Felsecum. In de middeleeuwen was het een belangrijke gemeente die afhankelijk was van het Land van Zottegem onder de heren van Zottegem. Zo zetelde er onder andere een baljuw, stedehouder en een meier. Een oude vermelding van Ruddershove gaat terug tot 1053, als "Rotgeri Curtis". Het gebied was vroeger een landgoed van de familie Ruddershove. Hun kasteel werd in de achttiende eeuw gesloopt. In 1249 werd voor het Velzeekse gehucht Bochoute (aan de grens met Dikkele,Dikkelvenne en Scheldewindeke) de Schepenbrief van Bochoute geschreven, een van de oudste officiële documenten die geheel in het Nederlands zijn geschreven.
Sinds 1255 is daar ook de congregatie der Grauwzusters Penitenten actief in het Grauwzustersklooster, in wat nu het psychiatrisch ziekenhuis Frapello (vroeger Sint–Franciscus) is, dat is uitgegroeid tot een modern therapeutisch centrum in Zuidoost-Vlaanderen. Anno 2007 is men aan de Penitentenlaan begonnen met de bouw van nieuwe faciliteiten voor dit centrum. Op die plaats ziet men ook aan stijl van de verschillende gebouwen hoe de instelling is uitgegroeid. Opvallend zijn de herdenkingssteen uit 1344 en de kloosterkapel uit 1741. 
In 2023 werd in Velzeke een 13de-eeuwse Deense munt van Erik IV gevonden. 

## Demografische ontwikkeling
- Bronnen:NIS, Opm:1831 tot en met 1970=volkstellingen

## Bezienswaardigheden
- Bij wielerliefhebbers is het dorp vooral bekend omwille van de Paddestraat en de Lippenhovestraat, kasseiwegen die een vast onderdeel vormen van de Ronde van Vlaanderen. Op de Paddestraat staat het monument voor de Ronde van Vlaanderen. De Paddestraat was een deel van de Heirbaan Boulogne-Asse-Tongeren en ligt nu op de toeristische route Romeinse weg Velzeke-Bavay.
- In het Provinciaal Archeocentrum Velzeke (AVE) vindt men restanten van een Romeinse nederzetting die ter plekke teruggevonden zijn.
- Het standbeeld van Julius Caesar op het Romeins Plein. Om de 25 jaar worden Caesarfeesten gehouden. [11][12][13]
- De Sint-Martinuskerk, een kerk die stamt uit de Karolingische tijd (10de eeuw). De kerk is een etappe van de Francia Media Heritage Route.
- Het klooster van de Grauwe Zusters-Penitenten
- De beschermde watermolen Driesmolen, waarvan ook de omgeving beschermd werd als dorpsgezicht. In het begin van de 18de eeuw stond in de buurt van de Driesmolen de ouderlijke hut van de beruchte bendeleider Jan de Lichte.
- Historische hoeves en monumentale boerderijen: het Hof van Oranje, het Hof de Moriaan, het Hof ter Linden, het Schaliënhof, het Verkeerd Hof, de Steenbekehoeve, de Ruddershoeve in Ruddershove, de Munkboshoeven bij de bron van de Munkbosbeek
- Het natuurgebied Wachtspaarbekken Bettelhovebeek langs het Jan de Lichtepad op de grens met Strijpen

## Sport
In Velzeke speelt de voetbalclub FC Velzeke.

## Geboren in Velzeke-Ruddershove
- Jan de Lichte (1723-1748), bendeleider en historisch-literaire figuur
- Omer Buyse (1865-1945), pedagoog en pionier van het technisch onderwijs
- Valère Edmond Buysse (1870-1943), burgemeester

## Galerij

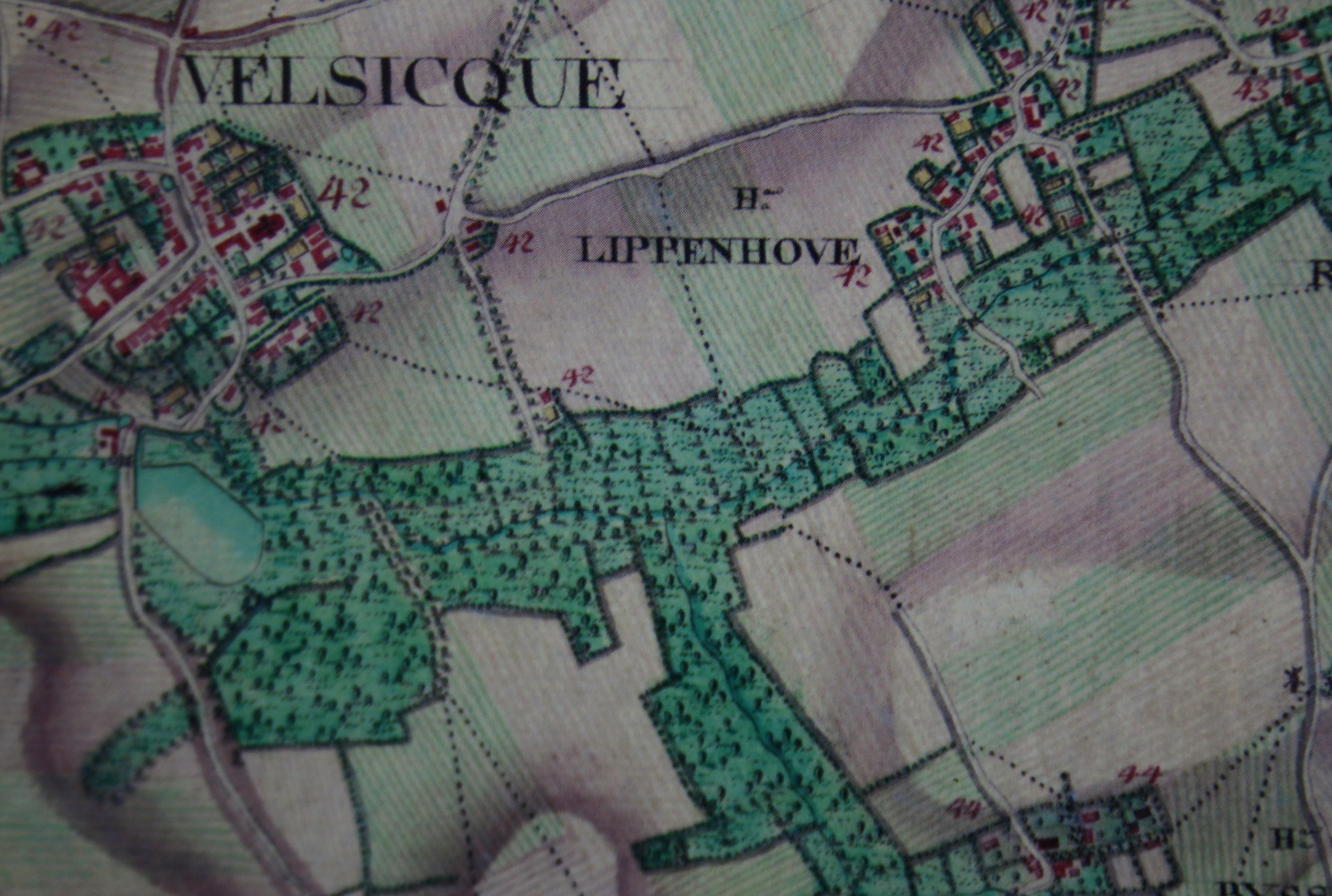
Velzeke op de Ferrariskaart
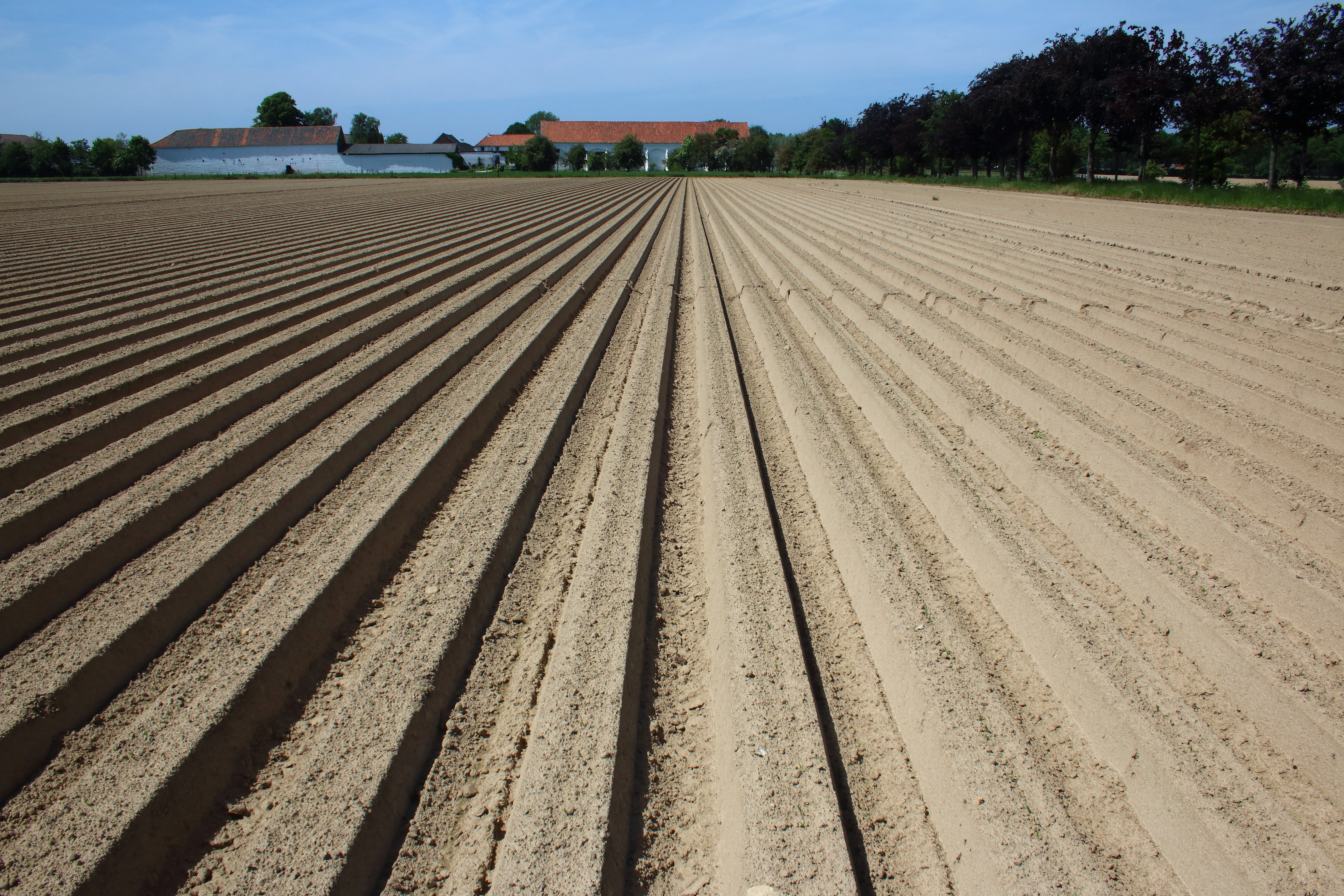
Munkboshoeven
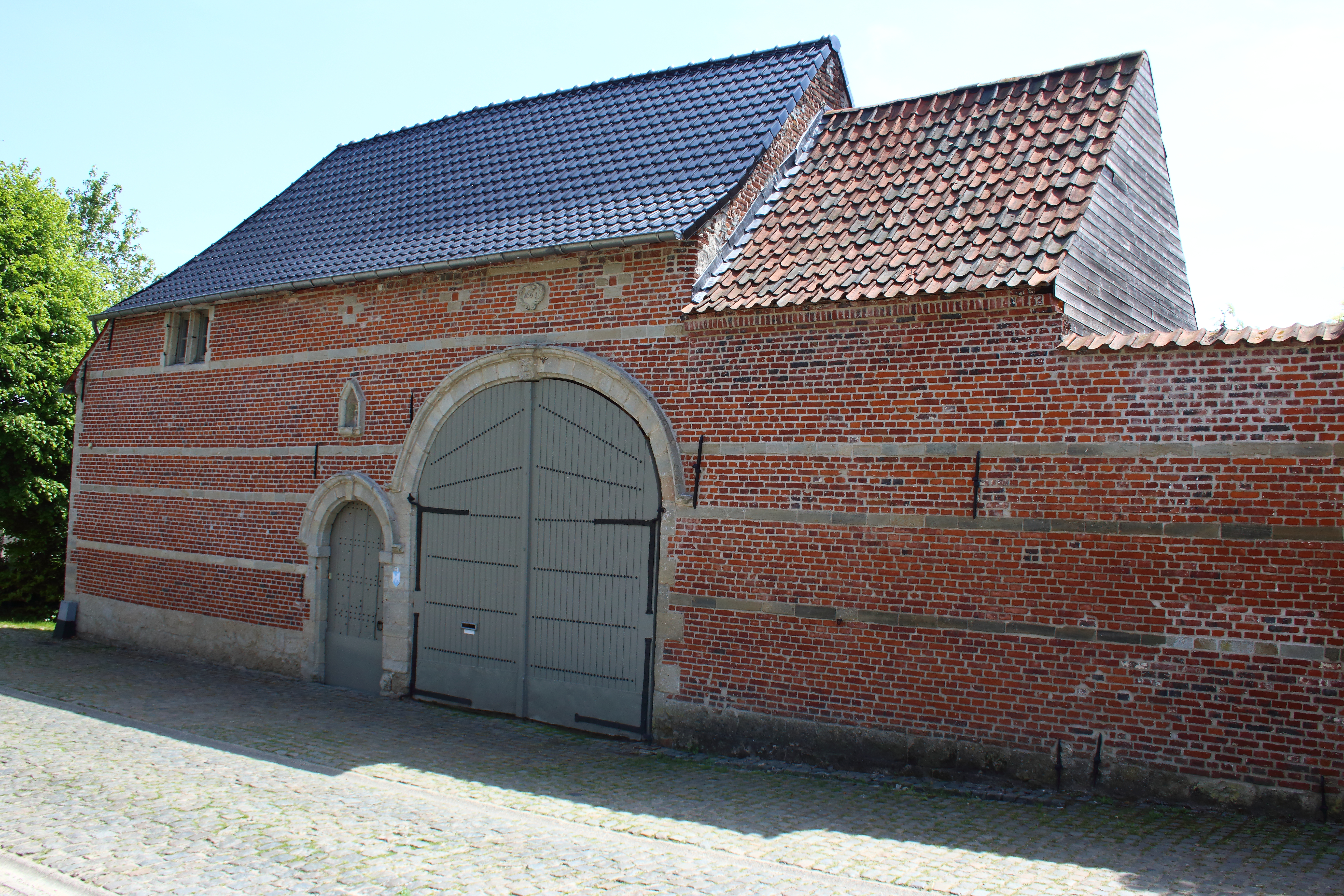
Schaliënhof
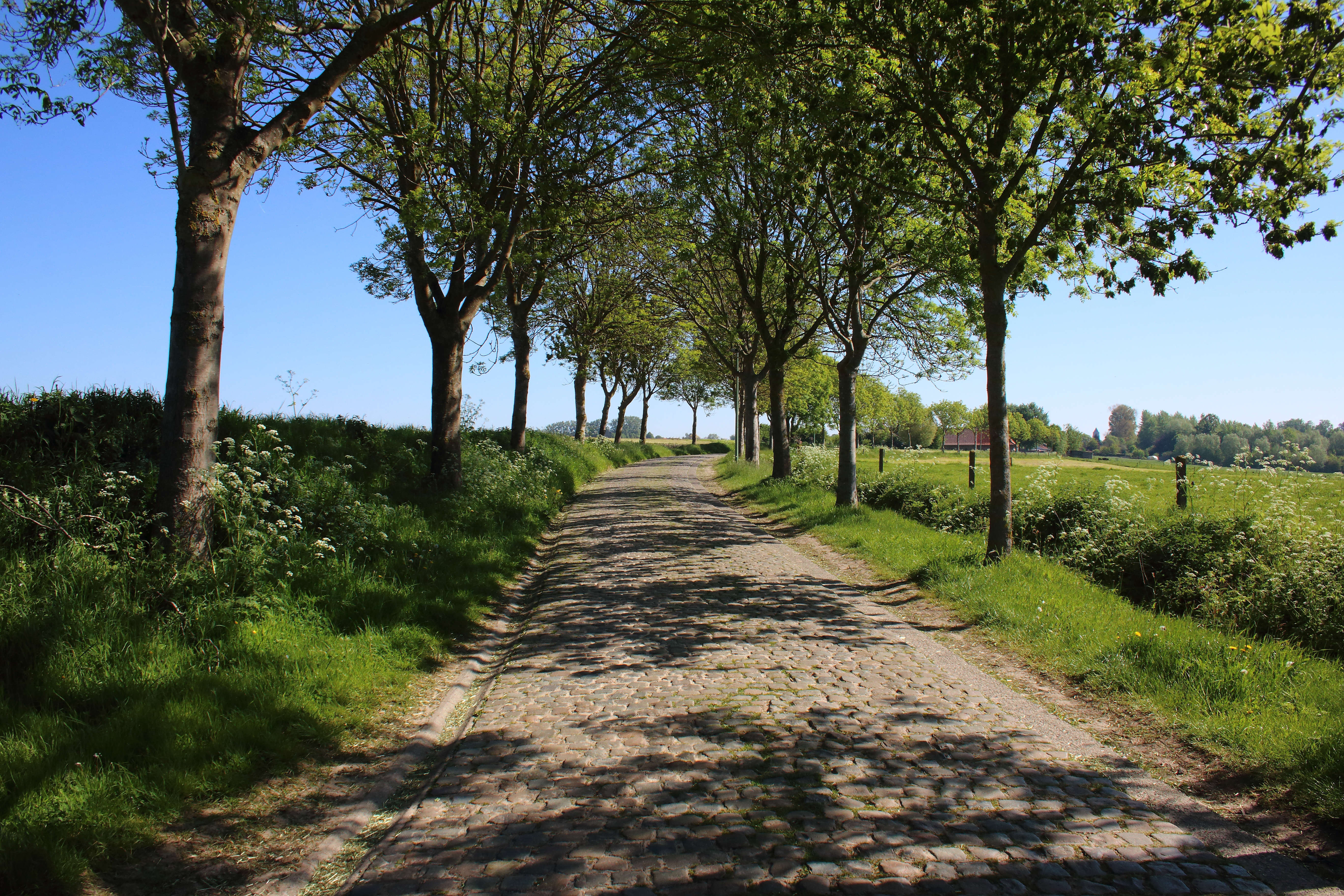
Paddestraat
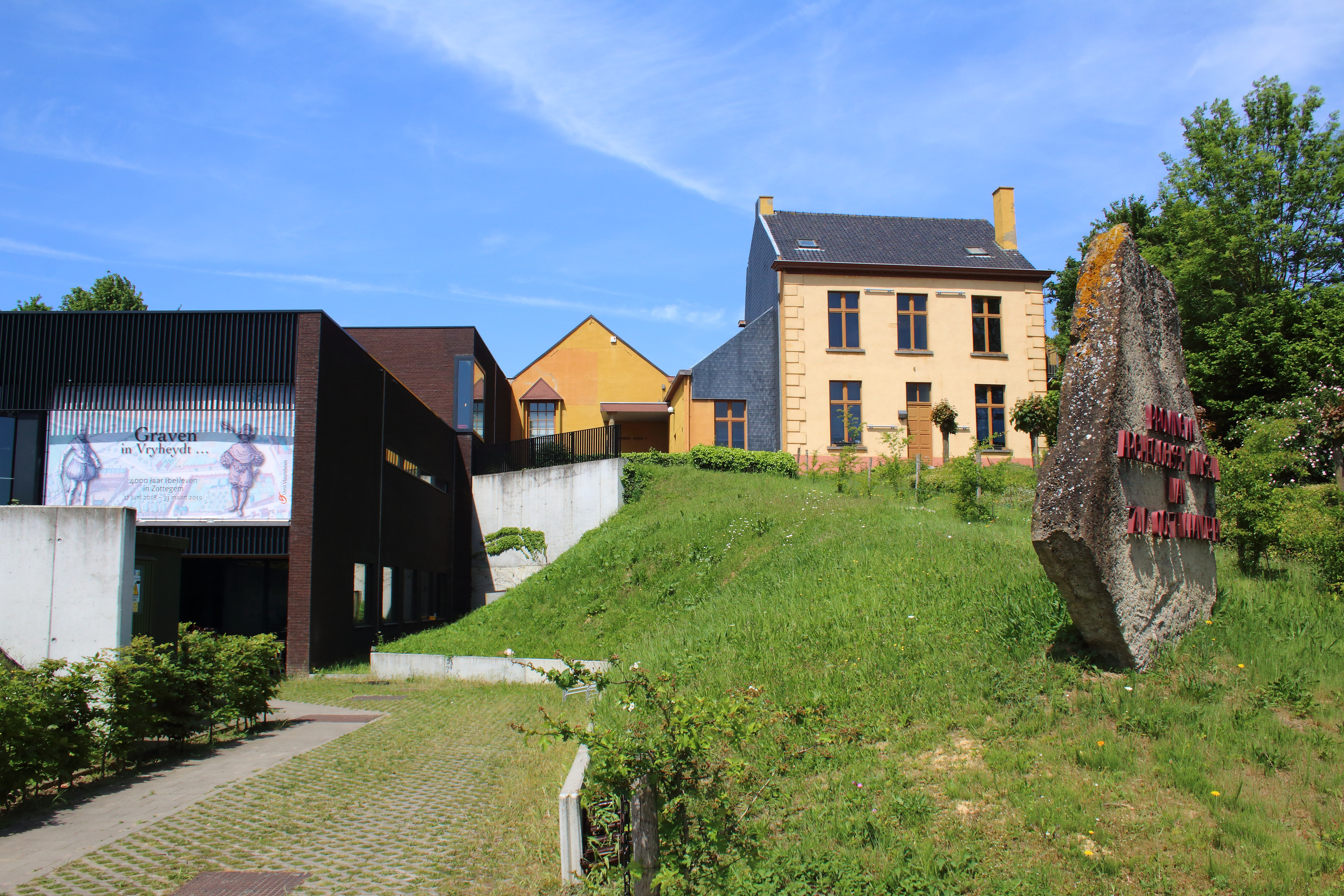
Provinciaal Archeocentrum Velzeke (AVE)
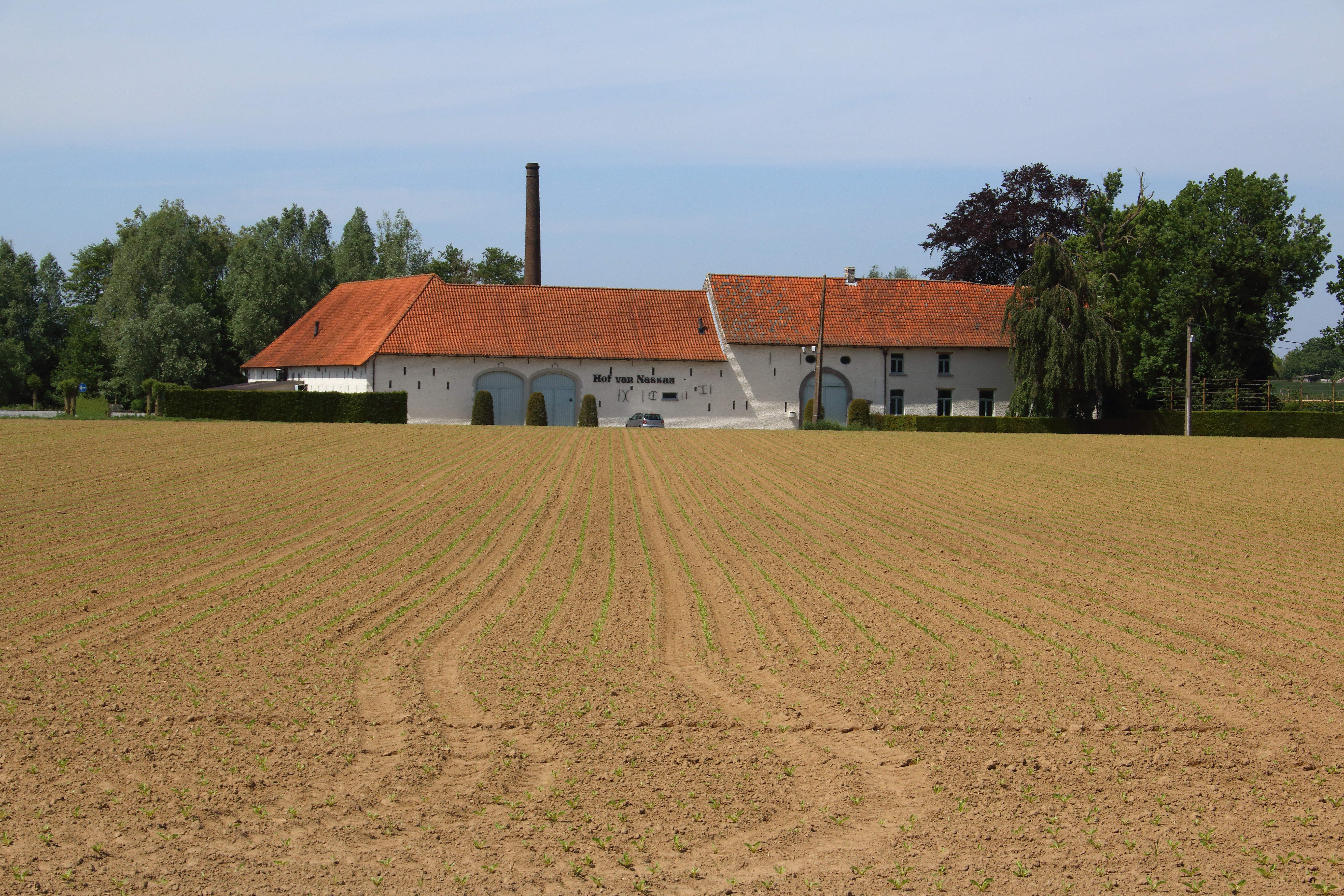
Hof van Oranje
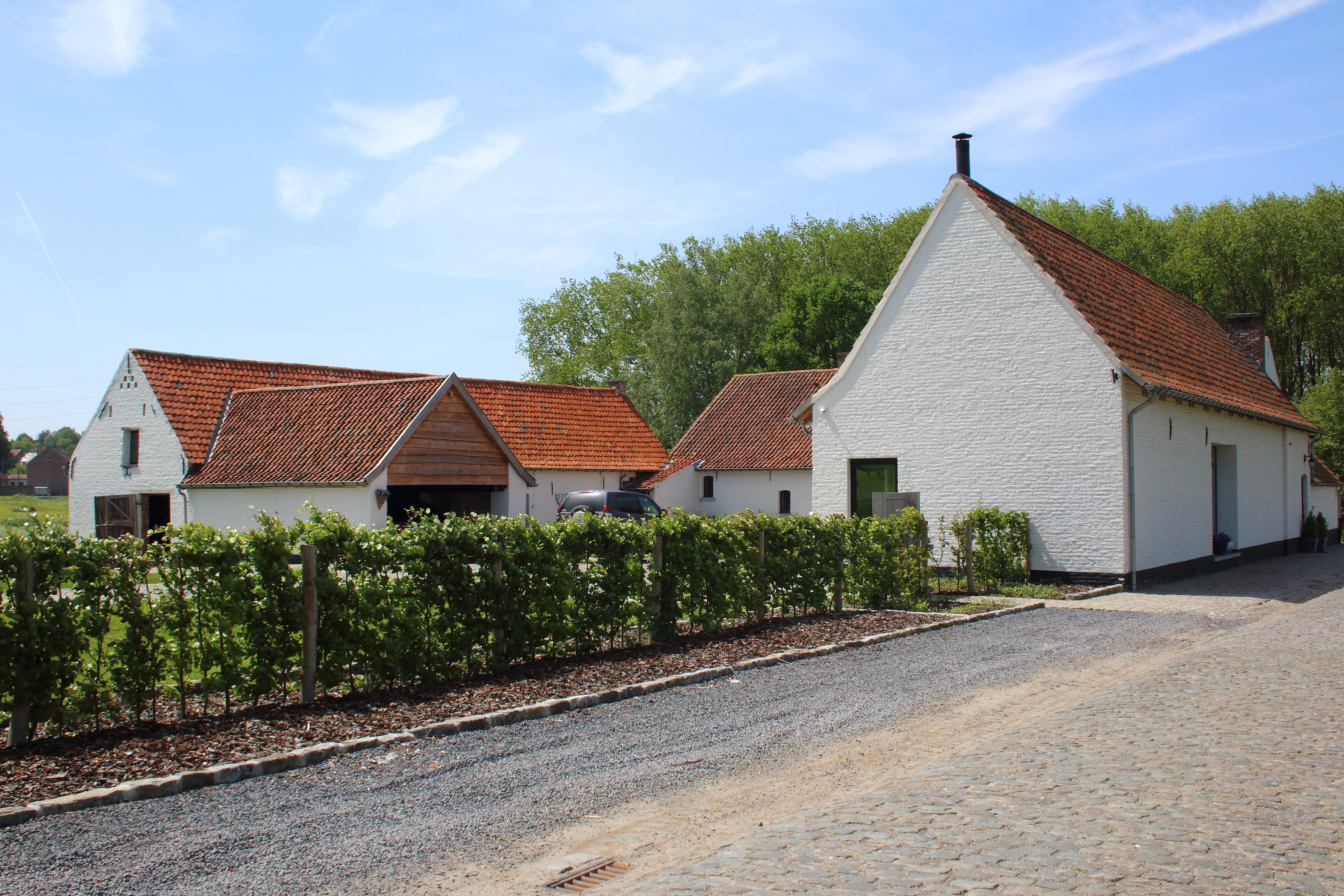
Hof de Moriaan

Deelgemeenten: Elene · Erwetegem · Godveerdegem · Grotenberge · Leeuwergem · Oombergen · Sint-Goriks-Oudenhove · Sint-Maria-Oudenhove · Strijpen · Velzeke-Ruddershove · Zottegem

Plaatsen, gehuchten en wijken: Bevegem · Ruddershove · Velzeke 

Belgische gemeenten · Arrondissement Aalst · Oost-Vlaanderen · Vlaanderen